# Зоран Янкович (футбольний тренер)
Зоран Янкович (серб. Zoran Jankovic/Зоран Јанковић) — югославський і канадський футбольний тренер, відомий за роботою в клубах USL A-Ліги.

## Тренерська кар'єра
Зоран Янкович народився в Белграді, та емігрував до Монреаля в 1991 році. Перед виїздом за кордон він у 1989—1990 роках встиг потренувати команду «БСК Батайниця». У Канаді він розпочав працювати тренером у клубах Квебецької елітної футбольної ліги разом із Жаном-Талоном Росемоном. У 1996 році він був призначений головним тренером чоловічої футбольної команди коледжу Ваньєр.
У 1997 році Янкович тренував команду USISL D-3 Про-ліг «Вермонт Вольтаж». У 2000 році його призначили головним тренером клубу «Монреаль Імпакт» у Лізі A USL. Під час свого перебування в «Монреалі» він привів кількох легіонерів, зокрема Дарко Коліча і Деян Глущевича, і підписав кілька молодших гравців. Після 4 матчів він був звільнений з посади через невдалий початок сезону.
26 березня 2001 року Янкович став головним тренером новоствореної команди Канадської професійної футбольної ліги «Монреаль Дінамітес». Він привів із собою багато колишніх гравців з «Монреаль Імпакт», які грали при ньому в «Імпакт» минулого року. «Дінамітес» він привів до четвертого місця в загальному заліку, та забезпечив команді місце в плей-оф. За свої досягнення він був відзначений нагородою Канадської професійної футбольної ліги «Тренер року». У 2002 році Янкович пішов у відставку, щоб стати головним тренером команди Лаврентійської регіональної футбольної асоціації.